# Aquila (cognomen)
Aquila was het cognomen (of praenomen, of agnomen) van:
- Lucius Pontius Aquila, tribunus;
- Vedius Aquila, aanvoerder van het dertiende legioen, een van Otho's generaals, die deelnam aan de slag waarbij Otho's troepen verslagen werden door die van Vitellius;
- Gaius Furius Sabinius Aquila Timesitheus, praefectus praetori in 241 onder Gordianus III en vader van Furia Sabinia Tranquillina, diens echtgenote;
- Aquila Romanus, Latijns grammaticus.

Deze cognomen betekent letterlijk adelaar.